# Уаша
Уаша (на английски: Washa) е северноамериканско индианско племе, което в началото на колониалния период живее в Байо Лафурш, в южна Луизиана. Името уаша е с чокто произход. Как е оригиналното им име не е известно. Когато в края на 17 век французите идват в Луизиана, уаша е малко племе, което обитава територията между Байо Лафурш и река Мисисипи и е част от племето читимача, с което говорят един език. През 1715 г. французите ги преместват на южната страна на Мисисипи, малко над Ню Орлиънс. Твърде малобройни, след Войната натчез (1729 – 1731) те се сливат с чауаша. След 1758 г. остатъците от двете племена са асимилирани от хоама и читимача.